# Оглухино
Оглу́хино — село в Крутинском районе Омской области, административный центр Оглухинского сельского поселения.
Основано в 1795 году.
Население — 1061 (2010)

## Физико-географическая характеристика
Расположено в 29 км к юго-востоку от районного центра посёлка Крутинка.
Село расположено на юго-востоке Крутинского района, в северной лесостепи в пределах Ишимской равнины, относящейся к Западно-Сибирской равнине, на восточном берегу озера Оглухино. В окрестностях распространены лиственные леса, почвы — солонцы луговые (гидроморфные). Высота центра населённого пункта — 122 метра над уровнем моря.
По автомобильным дорогам село расположено в 29 км от районного центра посёлка Крутинка и 190 км от областного центра города Омск.
Климат умеренный континентальный (согласно классификации климатов Кёппена-Гейгера — тип Dfb). Среднегодовая температура положительная и составляет +0,7° С, средняя температура самого холодного месяца января − 18,2 °C, самого жаркого месяца июля + 19,0° С. Многолетняя норма осадков — 412 мм, наибольшее количество осадков выпадает в июле — 68 мм, наименьшее в феврале и марте — по 14 мм
Часовой пояс
Оглухино, как и вся Омская область, находится в часовой зоне МСК+3. Смещение применяемого времени относительно UTC составляет +6:00.

## История
Основано в 1795 году как выселок Оглухинский выходцами из села Крутинское. В начале XX века деревня входила в состав Крутинской волости Тюкалинского уезда Тобольской губернии. В Оглухино имелись сельское училище (с 1906 года), хлебозапасный магазин, мелочная лавка, 5 ветряных мельниц, паровая мельница семьи Черемновых, маслобойка Гоноховых, кузница, пожарный сарай. Жители наряду с мясо-молочным животноводством выращивали хлеб: пшеницу, рожь, овёс, а также лён и коноплю, из которых потом изготовляли ткани и веревки.
В 1924 году создан Оглухинский сельский совет рабочих, крестьянских и красноармейских депутатов Крутинского района Омской губернии Сибирского края (с 1925 года — в состав Омского округа Сибирского края, с 1930 года — Западно-Сибирского края, с 1934 года — Омской области). С 1963 года по март 1964 года Оглухинский сельсовет входил в состав Называевского района.
В 1921 году в деревне была организована коммуна «Роза», которая просуществовала лишь год. В 1929 году создан колхоз «Красный боец». В 1950-х годах оглухинские земли перешли в ведение Крутинского совхоза, затем были выделены в самостоятельное сельхозпредприятие. 27 января 1960 года приказом Министерства сельского хозяйства РСФСР был организован совхоз «Оглухинский».

## Население
| 1869 | 1893 | 1904 | 1912 | 2009  | 2010  |
| ---- | ---- | ---- | ---- | ----- | ----- |
| 216  | ↗772 | ↘663 | ↗811 | ↗1204 | ↘1061 |

## Инфраструктура
Село газифицировано, имеется водопровод, асфальтированные улицы, действуют школа, детский сад, дом культуры, дом быта, магазины. В период с 2002 по 2012 год Оглухино было дважды признано самым благоустроенным селом в Омской области.